# 1148 هـ
1148 هـ هي سنة في التقويم الهجري امتدت مقابلةً في التقويم الميلادي بين سنتي 1735 و1736.

## أحداث
- 22 ذو الحجة - الروس يستولون بشكل مفاجئ على «قلعة أزاق» من الدولة العثمانية، مما تسبب في إعلان العثمانيين الحرب على الإمبراطورية الروسية بعد حوالي شهر من الزمن.

## وفيات
- ثاقب الازميري